# 矢倉流中飛車
| 9  | 8  | 7  | 6  | 5  | 4  | 3  | 2  | 1  |    |
| 香 | 桂 | 銀 | 金 |    | 金 |    | 桂 | 香 | 一 |
|    | 王 |    |    | 飛 |    |    |    |    | 二 |
| 歩 | 歩 | 歩 | 歩 |    |    | 角 | 歩 | 歩 | 三 |
|    |    |    | 銀 | 歩 | 歩 | 歩 |    |    | 四 |
|    |    |    |    |    |    |    | 歩 |    | 五 |
|    |    | 歩 | 銀 | 歩 |    |    |    |    | 六 |
| 歩 | 歩 | 角 | 歩 |    | 歩 | 歩 |    | 歩 | 七 |
|    | 玉 |    |    | 金 |    |    | 飛 |    | 八 |
| 香 | 桂 | 銀 | 金 |    |    |    | 桂 | 香 | 九 |

　矢倉流中飛車は将棋の戦法の1つ。角道を止める中飛車側の居飛車穴熊対策として矢倉規広が得意としたため、この名がついた。千日手を含みにした後手番の戦法であり、三間飛車でも応用できる。

## 概要
矢倉流中飛車は戦型の矢倉とは関係がない。考案者である矢倉規広の名が付けられた中飛車で、角道を止めた中飛車から、相手の持久戦策を見て△5三銀から6四銀と繰り出す。この動きに先手も右銀を5七から6六へと繰り出し、後手中飛車の5五からの仕掛けに対応しようとする。
先手が△6四銀に▲6六歩とするなら、後手中飛車側も相穴熊にして対抗する。
| 9  | 8  | 7  | 6  | 5  | 4  | 3  | 2  | 1  |    |
| 香 | 桂 | 銀 | 金 |    | 金 |    | 桂 | 香 | 一 |
|    | 王 |    |    |    | 飛 |    |    |    | 二 |
| 歩 | 歩 | 歩 | 歩 |    |    | 角 | 歩 | 歩 | 三 |
|    |    |    | 銀 | 歩 |    | 歩 |    |    | 四 |
|    |    |    |    |    | 歩 |    | 歩 |    | 五 |
|    |    | 歩 | 銀 | 歩 |    |    | 飛 |    | 六 |
| 歩 | 歩 | 角 | 歩 |    | 歩 | 歩 |    | 歩 | 七 |
| 香 | 玉 |    |    | 金 |    |    |    |    | 八 |
|    | 桂 | 銀 | 金 |    |    |    | 桂 | 香 | 九 |

角道を止める中飛車の代表にはツノ銀中飛車があり、急戦には強い抵抗力を持つため（居飛車側にも加藤流袖飛車や4六金戦法等の有力な急戦はある）、居飛車側は居飛車穴熊を採用することが多い。それをみて右銀を4二～5三〜6四と活用し居飛車に▲6六銀を強いるのがこの戦法の骨子で（△6五銀～△7六銀を防ぐ）、四間飛車では飛車を早くに4二に振るため、このような銀の活用は出来ない。△4五歩と角道を開けてから△4二飛と回り、△4六歩からの飛車の捌きを見せて先手の対応によって手を変えていく。
図1のように銀が向かい合った形が矢倉流中飛車。ここで中飛車には拘らず、△4二飛と振るのは、以下▲9八香なら、△4五歩に▲2六飛(図2)で後手は△7二銀とし、先手が▲9九香なら、△6五銀▲同銀△7七角成▲同桂△4四角をみる。これを避けて▲7八金には△4四角で▲3六飛なら△3二飛と寄って、次の△3五歩～3六歩で飛車交換という狙いがあるからで、先手の穴熊が完成してしまう前に終盤に持ち込んでしまうのが後手の狙いである。△4四角に▲2八飛であれば△3三角で、千日手も辞さないのである。
△4五歩▲2六飛に代えて▲4八飛ならば△2二飛とし、以下▲4六歩△同歩▲同飛であれば△4二飛と飛車を戻して飛車交換を迫る。
対応によっては美濃囲いではなく穴熊を目指す展開もある。軽快な動きでポイントを奪う振り飛車であるため、後手も△7四歩から7三銀として先手の▲6六銀-6八角型を放置して穴熊と固め合いになると、作戦負けになる。

### 美濃囲い
振り飛車が美濃囲いに囲う形。先手は穴熊に固執せずに▲7七角・▲6八金・▲7八金型から▲6五銀と強引に打開する順があり、後手はこれに警戒しつつ先手に十分に組まれないように動いていく。

### 穴熊
振り飛車が穴熊に囲う形。後手は左金を6一まで寄せ、袖飛車から△7五歩▲同歩△同銀の仕掛けを狙うのが1つの形。居飛車が穴熊を急ぎ、△4二飛に▲4八飛とした際に有力である。